# Astragalus malacus
Astragalus malacus är en ärtväxtart som beskrevs av Asa Gray. Astragalus malacus ingår i släktet vedlar, och familjen ärtväxter. Inga underarter finns listade i Catalogue of Life.